# Умань (станція)
Умань — тупикова залізнична станція 4-го класу Шевченківської дирекції Одеської залізниці на малозавантаженій неелектрифікованій лінії Христинівка — Умань. Розташована на Вокзальній площі в однойменному місті Черкаської області, за 21 км від вузлової станції Христинівка.

## Історія
У XIX столітті Умань вже була великим і відомим містом, тому будівництво залізниці залишалося справою часу. Вперше проєкт будівництва обговорювався у 1880-х роках XIX століття й було декілька варіантів побудови залізниці. У 1882 році було запропоновано спорудити вузькоколійну залізницю через станцію Шпола.
У 1883 році вже планували будівництво у напрямку станції Вапнярка, згодом було прийнято рішення про будівництво залізниці до станції Козятин I. У 1884 році міська дума асигнувала 500 рублів міському голові, щоб він у Санкт-Петербурзі подбав про якнайшвидший початок будівництва.
У 1883—1885 роках розпочалися попередні роботи, тоді ж планувалося будівництво в Умані вузлової станції з відгалуженнями на Козятин I, Шполу та Вапнярку. При такому плані необхідно було б будівництво залізничного мосту через річку Уманка, на який було необхідно витратити 10 000 рублів. Через це проєкт був перероблений, а залізничний вузол було вирішено перенести до станції Христинівка, тоді ж  інженери отримали премію у розмірі 5 000 рублів. Якби міська дума Умані виділила інженерам цю ж премію — проєкт би залишився попередній, а станція отримала статус вузлової.
У 1890—1891 роках, майже одночасно з відкриттям залізничних ліній Умань — Київ та Умань — Одеса був побудований вокзал за береговою схемою (будівля розташована паралельно залізничним коліям). Вокзал побудований за типовим проєктом із асиметричним кутовим плануванням, складається з трьох об'ємів різної поверховості. В архітектурному оформленні будівлі використані мотиви неороманського стилю зі скромним декором із цегли, з притаманними тенденціями раціоналістичної архітектури, що утворено у чіткому функціональному зонуванні різних частин будівлі: в одноповерховій розмістились касова зала та зал чекання, у двоповерховій центральній будівлі — кімнати відпочинку, у кутовому триповерховому блоці було передбачено розміщення адміністрації та квартири начальника станції.

Вокзал
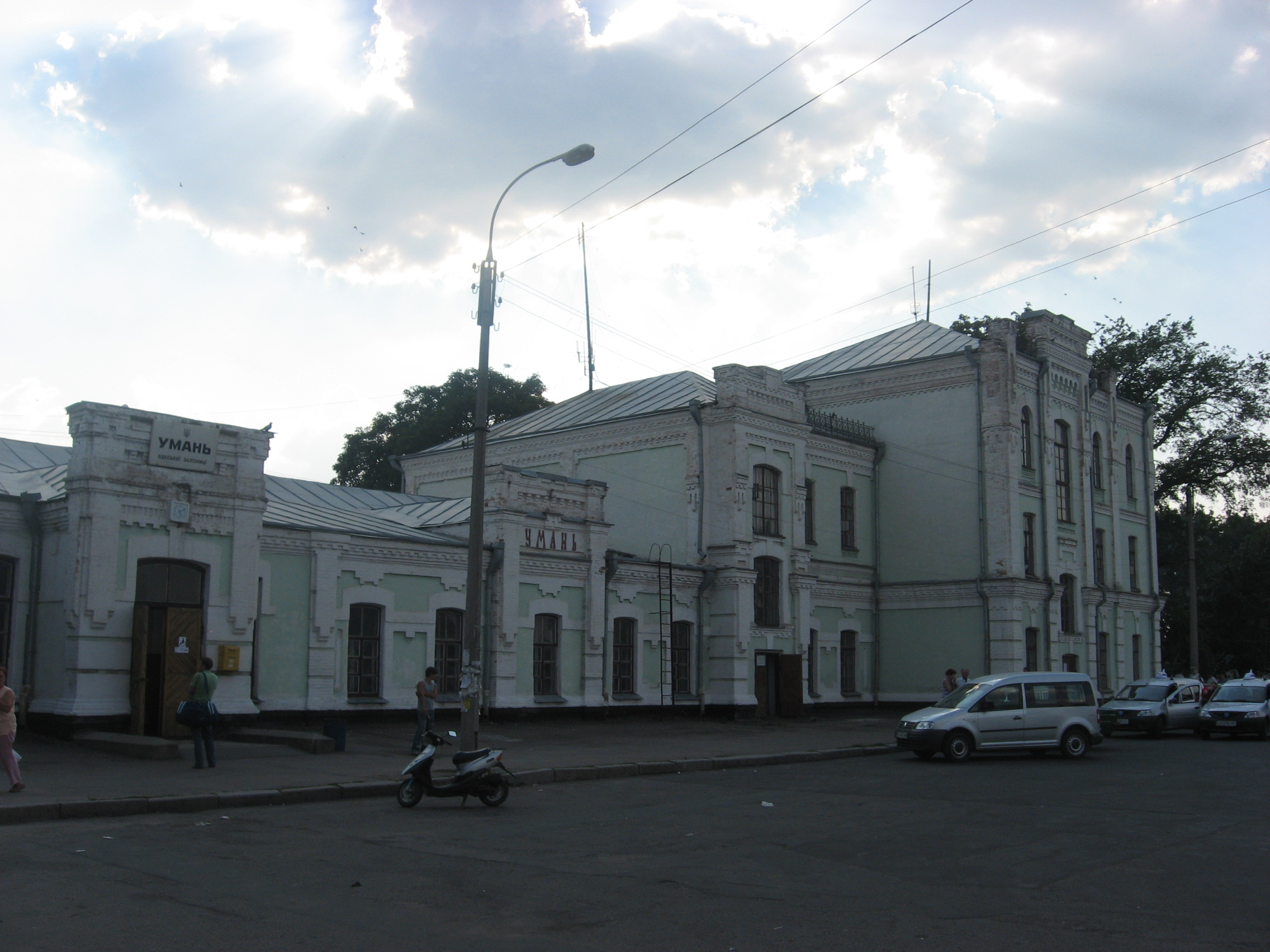
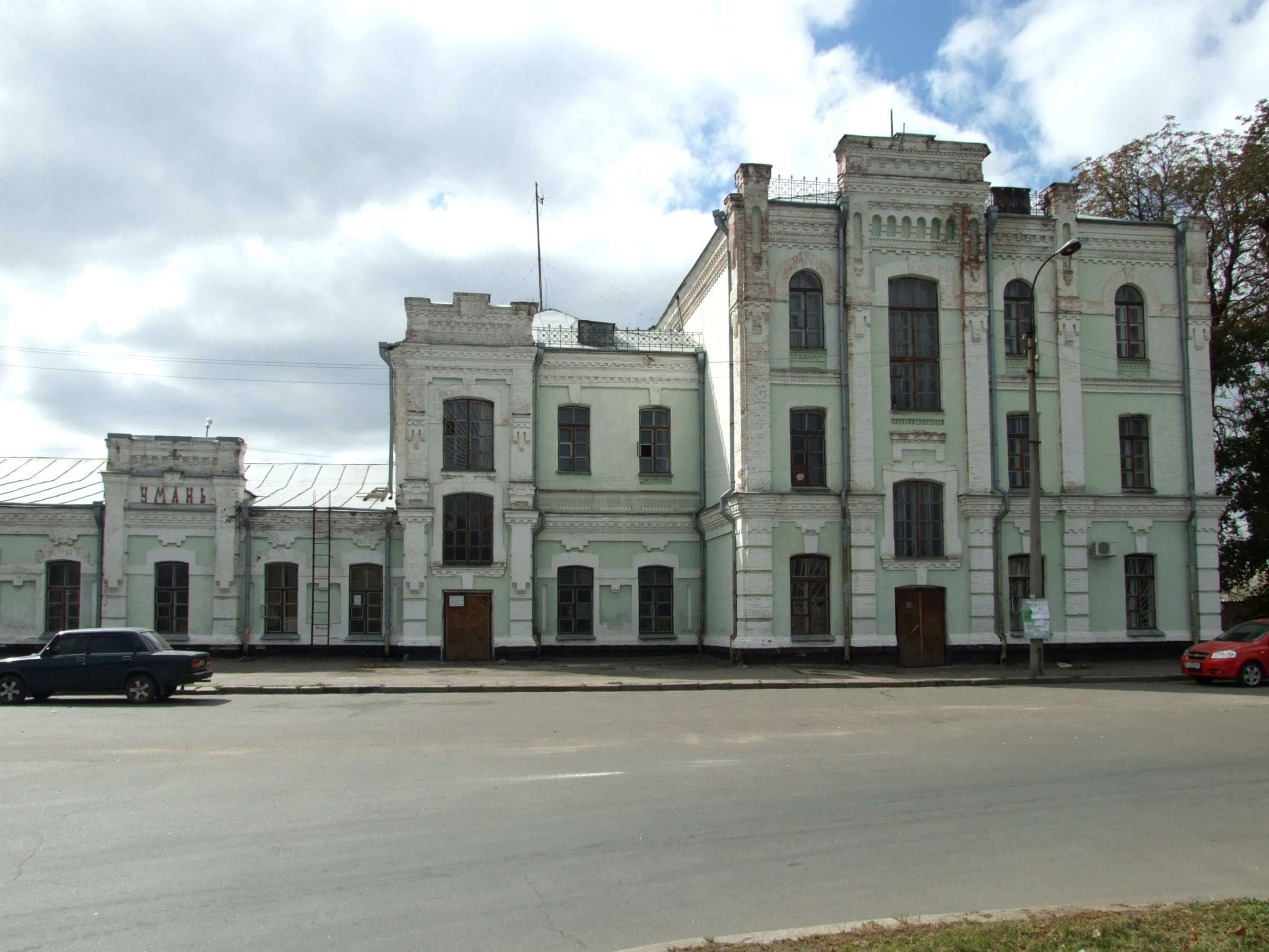
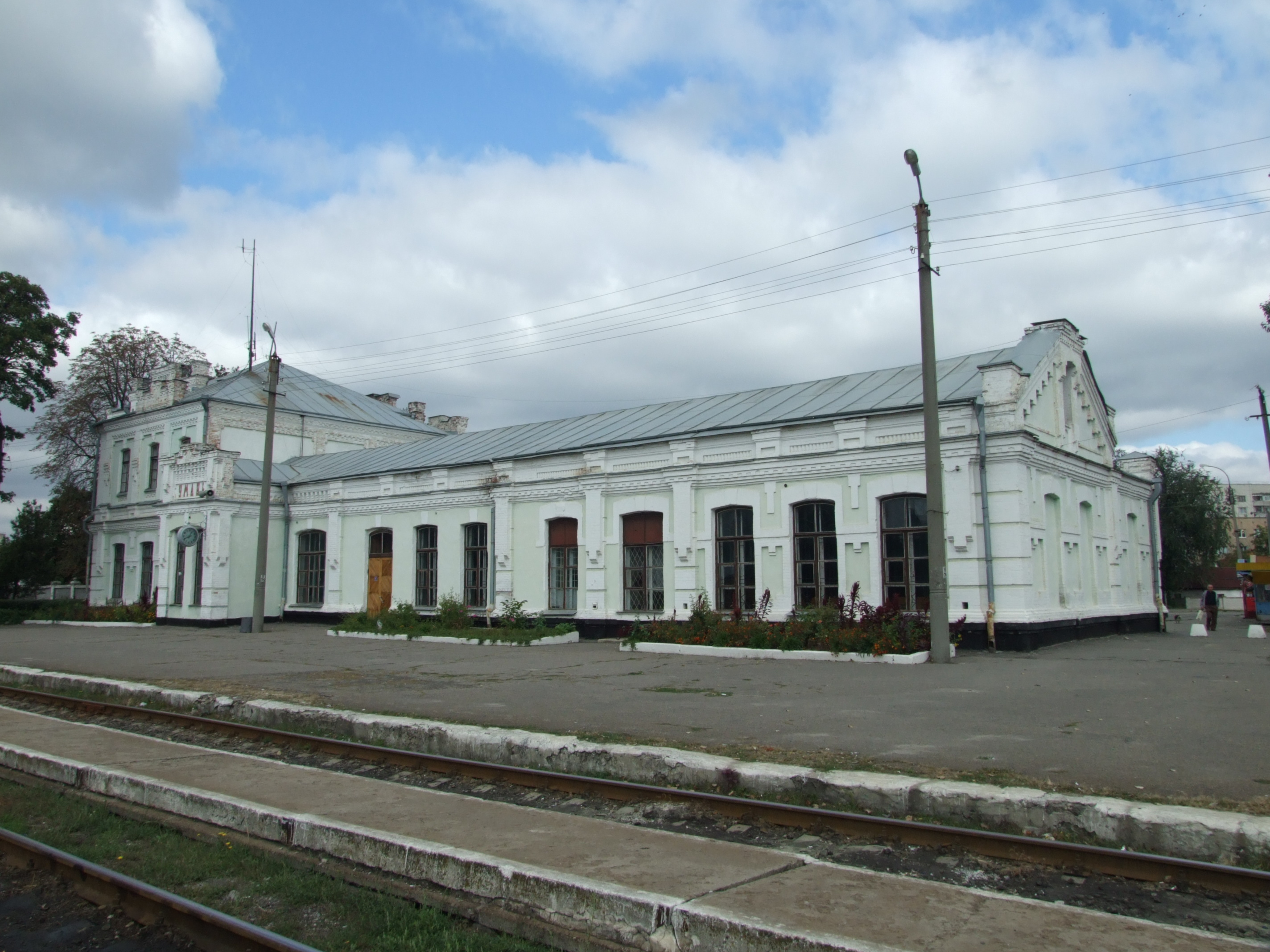

Виразний ступінчатий силует пам'ятки дуже динамічний, створює цілісне враження завдяки точно підібраним формам та масштабу віконних отворів, чіткий ритм та скромний архітектурний декор, майстерно виконаний цегляною кладкою. Вертикальне членування підкреслене кутовими пілястрами, а також фігурними парапетами, що відмічають розташування дверних отворів у кожному об'ємі. Загалом вокзал є пам'яткою архітектури, який збудований за береговою схемою, яка була поширена в Україні наприкінці XIX століття. За понад 100 років вокзал лише змінив свій колір з червоного на бірюзовий.
До 1996 року курсував пасажирський поїзд № 609/610 сполученням Київ — Умань. Склад цього поїзда складався до 17 вагонів й був найбільш популярним та завантаженим на цьому напрямку. На станції Монастирище до нього додавалися вагони безпересадкового сполучення Івахни — Київ (дільницю від станції Монастарище до Івахнів демонтовано декілька років тому). У 1970-ті роки цей поїзд курсував щоденно, у 1980-х роках — через день, а до середини 1990-х років —  що'ятниці, а з 1996 року був скасований назавжди через «низьку рентабельність» пасажиропотоку. На дільниці Христинівка — Козятин I, якою курсував цей поїзд, нині здійснюється переважно регулярний рух вантажних поїздів до станції Липовець.
З 18 березня по 31 травня 2020 року, через пандемію COVID-19,  залізничний вокзал був тимчасово зачинений й припинений рух приміських поїздів до станції. З 1 червня 2020 року відновлено рух приміських поїздів, а також призначений приміський поїзд до станції Вапнярка.

## Пасажирське сполучення
Станція Умань приймає та відправляє приміські поїзди та єдиний пасажирський поїзд далекого сполучення, за вказівкою призначаються туристичні поїзди:
| Рух поїздів по станції Умань              |                                |              |                  |                                                                                               |
| №                                         | Маршрут сполучення             | Час прибуття | Час відправлення | Примітка                                                                                      |
| Приміське сполучення (станом на 2022 рік) |                                |              |                  |                                                                                               |
| 6002                                      | Христинівка — Умань            | 05:51        | —                | Скасований                                                                                    |
| 6302                                      | Умань — Черкаси                | —            | 06:11            | Скасований                                                                                    |
| 6355/6356                                 | Черкаси — Умань                | 13:27        | —                | Щоденно                                                                                       |
| 6356/6355                                 | Умань — Черкаси                | —            | 13:42            | Щоденно                                                                                       |
| 6422                                      | Христинівка — Умань            | 07:08        | —                | Щоденно                                                                                       |
| 6421                                      | Умань — Христинівка / Вапнярка | —            | 07:33            | Щоденно                                                                                       |
| 6424                                      | Вапнярка — Умань               | 18:50        | —                | Щоденно                                                                                       |
| 6423                                      | Умань — Христинівка            | —            | 19:15            | Щоденно                                                                                       |
| Далеке сполучення                         |                                |              |                  |                                                                                               |
| 66                                        | Харків — Умань                 | 09:03        | —                | Призначений з 17.11.2022 через день, з Харкова по непарним числам, з Умані — по парним числам |
| 65                                        | Умань — Харків                 | —            | 17:39            | Призначений з 17.11.2022 через день, з Харкова по непарним числам, з Умані — по парним числам |
| Архівний розклад колишніх поїздів         |                                |              |                  |                                                                                               |
| 112                                       | Одеса — Умань                  | 05:10        | —                | Скасований                                                                                    |
| 111                                       | Умань — Одеса                  | —            | 19:25            | Скасований                                                                                    |
| 214                                       | Павлоград — Умань              | 06:44        | —                | За вказівкою                                                                                  |
| 213                                       | Умань — Павлоград              | —            | 20:40            | За вказівкою                                                                                  |
| 216                                       | Дніпро — Умань                 | 07:37        | —                | За вказівкою                                                                                  |
| 215                                       | Умань — Одеса                  | —            | 20:00            | За вказівкою                                                                                  |
| 246                                       | Харків — Умань                 | 07:37        | —                | За вказівкою                                                                                  |
| 245                                       | Умань — Харків                 | —            | 20:00            | За вказівкою                                                                                  |
| 250                                       | Лисичанськ — Умань             | 07:47        | -                | За вказівкою                                                                                  |
| 249                                       | Умань — Лисичанськ             | —            | 20:00            | За вказівкою                                                                                  |
| 314                                       | Харків — Умань                 | 08:23        | —                | Скасований                                                                                    |
| 313                                       | Умань — Харків                 | —            | 17:43            | Скасований                                                                                    |
| 364                                       | Ясинувата — Умань              | 15:00        | -                | Скасований                                                                                    |
| 363                                       | Умань — Ясинувата              | —            | 00:15            | Скасований                                                                                    |

З 1 вересня 2016 року відновлений безкоштовний проїзд особам пенсійного віку у приміських поїздах.
Раніше через станцію Христинівка курсувавали:
- нічний швидкий поїзд № 67/68 сполученням Маріуполь — Львів (скасований через російське вторгнення в Україну);
- фірмовий пасажирський поїзд «Тясмин» № 95/96 сполученням Черкаси — Львів.

Найближчі вузлові станції:
- Цвіткове:
- Христинівка;
- Вапнярка
- Погребище I.

До недавнього часу з Умані відправлялися пасажирські поїзди далекого сполучення до станцій:
- Ясинувата-Пасажирська — через Цвіткове, Імені Тараса Шевченка, Знам'янку, Дніпро, Чаплине (скасований з 2014 року у зв'язку з війну на сході України);
- Харків-Пасажирський — через Цвіткове, Імені Тараса Шевченка, Черкаси, Гребінку.

До станції Умань за вказівкою призначаються туристичні поїзди.
28 жовтня 2022 року «Укрзалізниця» презентувала оновлений графік руху поїздів, яким передбачено 14 нових рейсів, серед ключових оновлень маршрутів в межах України — призначення нічного швидкого поїзда № 65/66 сполученням Харків — Умань, який прямує через станції Лозова, Павлоград I, Дніпро-Головний,  Знам'янка-Пасажирська, Імені Тараса Шевченка.
З 17 листопада 2022 року, через восьмирічну перерву, призначений нічний швидкий поїзд № 65/66 із Харкова до Умані (поїзд курсує через день). Укрзалізниця відновила регулярний рух пасажирських поїздів між Харковом, Дніпром та Черкащиною. Маршрут руху поїзда прокладено через станції: Христинівка, Імені Тараса Шевченка, Знам'янка-Пасажирська, Дніпро-Головний, Лозова. Загальний час в дорозі складає близько 15 годин. У складі поїзда купейні вагони та вагони класу «Люкс». Залізничне сполучення Харків — Умань було скасоване у 2014 році. Відтоді громадські активісти збирали підписи та неодноразово зверталися до «Укрзалізниці» з проханням відновити маршрут. Наразі, таке сполучення сприяє кращій логістиці з урахуванням того, що на Черкащині проживають чимало переселенців зі східних областей України.

## Галерея

Вокзал станції Умань
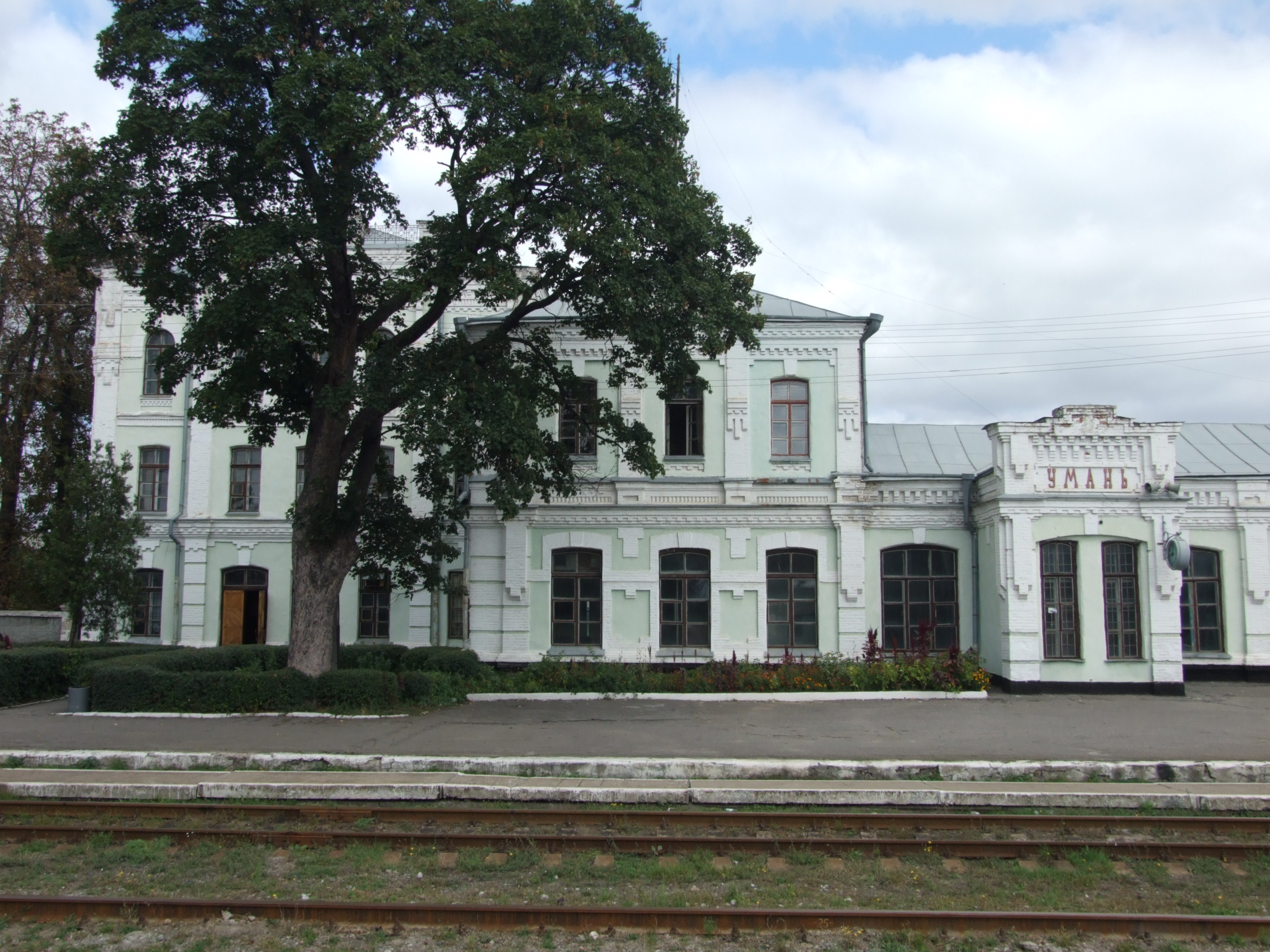
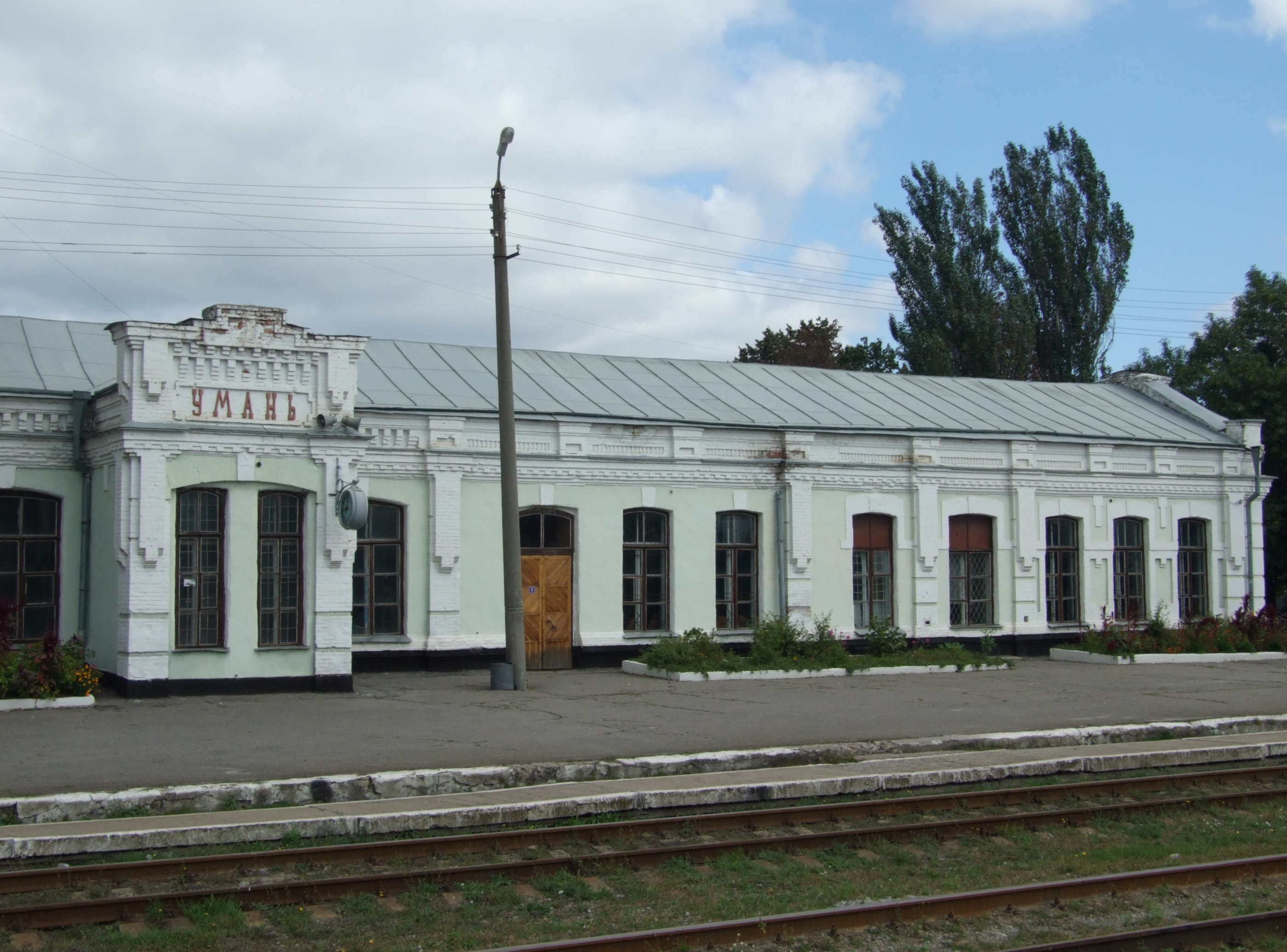
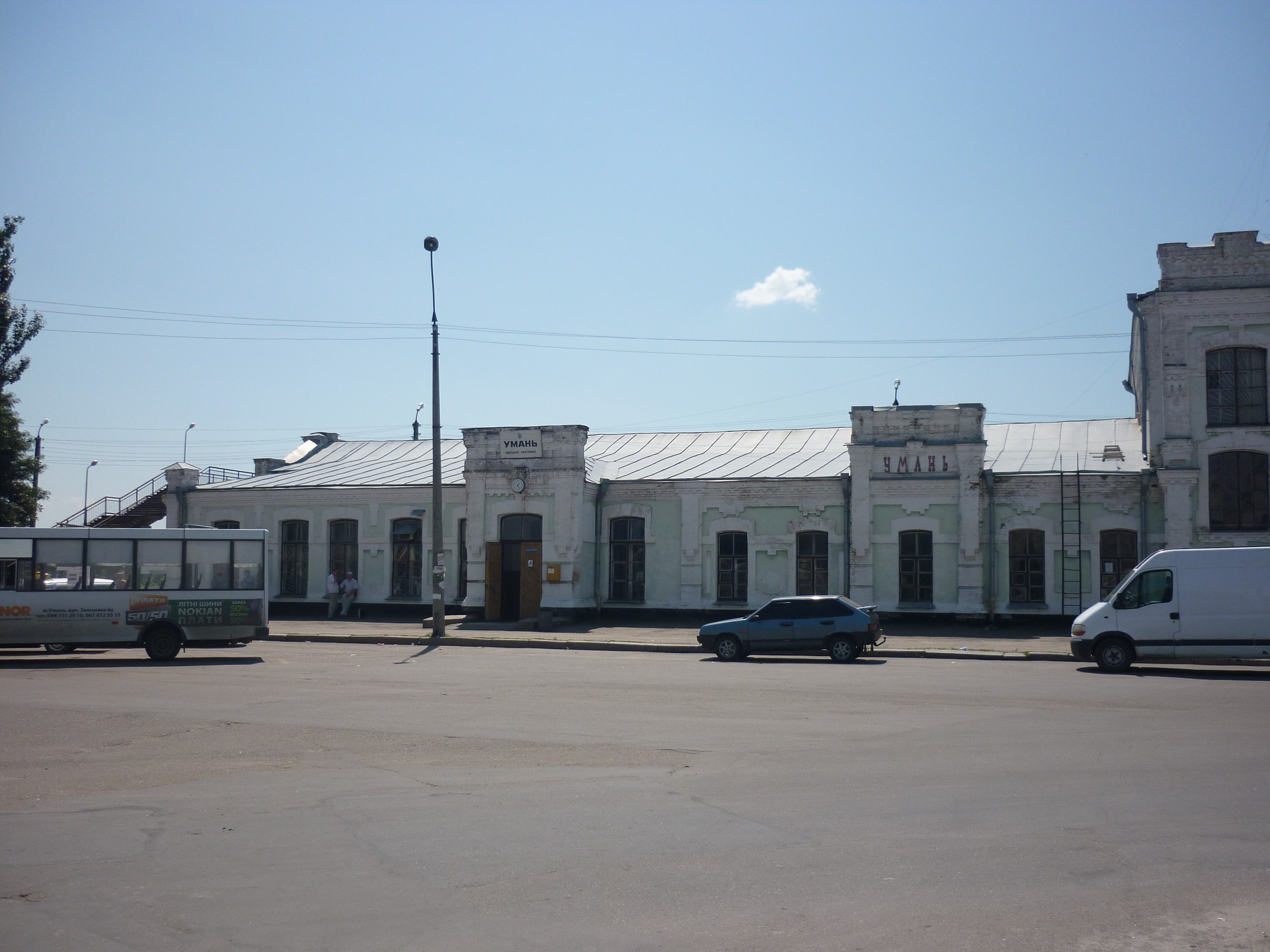